# Breña Baja
Breña Baja – gmina w Hiszpanii, w prowincji Santa Cruz de Tenerife, we wspólnocie autonomicznej Wysp Kanaryjskich, o powierzchni 14,2 km². W 2011 roku gmina liczyła 5492 mieszkańców.